# ミサワホーム
ミサワホーム株式会社（MISAWA HOMES CO., LTD.）は、住宅の設計・製造・販売・施工を行っている日本のハウスメーカー・不動産会社である。創業者は三澤千代治。上場銘柄としての略称は、ミサワホームホールディングス時代の同略称を継承し、ローマ字表記の「MISAWA」となっている（旧ミサワホーム時代は「ミサワ」）。
2015年1月には、約10年ぶりに自社ブランドによるマンション分譲に再参入することが明らかとなり、2020年までに首都圏を軸に10棟前後を建設した上で、戸建て依存の経営から脱却を図りたいとしている。
みどり会の会員企業であり三和グループに属している。

## 概要
1967年に創業した住宅メーカーで、創業時から独自の木質パネル接着工法による工業化住宅を主に供給しており、2020年代からは戸建住宅や集合住宅などを建設する新築請負事業のほかにストック事業、まちづくり事業、海外事業を展開している。2020年1月からトヨタ自動車とパナソニックが住宅事業を統合して設立した合弁会社プライム ライフ テクノロジーズの連結子会社になっており、同社の連結子会社にはミサワホームのほか、トヨタホーム、パナソニック ホームズなどがある。新築請負事業において、首都圏および東海3県のエリアでは直営販売し、その他エリアには100％子会社のディーラーを置き、沖縄をのぞく全国で販売している。リフォームについても、前述の販売ディーラー、あるいはリフォーム専門の100％子会社を置いて全国展開している。

## 主要なブランド

### 木質パネル接着工法
- CENTURY（センチュリー）
- GENIUS（ジニアス）
- SMART STYLE（スマートスタイル）

### 木造軸組工法「MJ Wood」
- Season（シーズン）
- MJ FRAME（エムジェイフレーム）

### 鉄骨造・3～5階建て中層住宅
- URBANCENTURY（アーバンセンチュリー）

### 賃貸住宅
- Belle Lead（ベルリード）

## 沿革

### ミサワホーム（初代）
- 1960年 -当時の建築基準法において未規定だった「木質パネル接着工法」を開発。

- 1962年 -「木質パネル接着工法」が建築基準法第38条認定を取得。 建設大臣に認定され営業開始。日本大学工学祭、後楽園が会場となった建築祭に商品名「フリーサイズ」を出品。 三澤木材株式会社南松本工場に、木質パネル接着工法用の加工機や油圧プレス機を新しく設置。これにより木質パネル接着工法の工場生産がスタート。 静岡に初の代理店設立。
- 1963年 - 神奈川県向ヶ丘遊園が会場となった第3回朝日新聞社プレハブ住宅展にプレハブ住宅の2階建モデルを出品。
- 1964年 - 6月16日に新潟地震発生。マグニチュード7.5、全半壊家屋約8,500棟という被害状況において、ミサワホーム建造物は基礎の一部分が破損したのみに留まり、本体は無傷という結果だった。これにより大蔵省関東財務局から「災害復興住宅」として承認される。 東京都新宿区西武新宿駅前に常設展示場「プレハム住宅年間展示場」を開設。  全国の代理店を新たに140社設置する計画を発表。

- 1966年 - 業界初となる「完全保証制度」開始。  当時、自由設計型商品住宅「フリーサイズ」を主力商品としていたが、その後、規格型商品住宅「マイホーム」を開発し販売開始。

- 1967年 - ミサワホーム株式会社（初代）設立。 南極・昭和基地に居住棟とヘリコプター格納庫を建設。 大型パネル住宅の試作モデル「ホームコア」を新宿の小田急ハルク内に展示
- 1968年 - 長野県松本市にプレハブ部材専門工場「ミサワホーム松本工場」を開設。その後、全国各地において地元の木材加工業社を協力工場として配置していく。 第10次越冬隊が使用する第10居住棟を建設。以降、南極昭和基地内の複数の建造物建築に携わることになる。

アラビア半島アブダビ首長国にホームコアによる石油開発関連者用居住棟を建設。 一般ユーザー対象の住宅設計競技を開始。 東京・晴海の日本建築センターにて実施されたホームコア建設実験の様子がTBSテレビで放映される。  大阪支店開設。
- 1969年 - ヘリコプターで構造体ごと運輸し現場に設置するだけで建造物が完成する「完全プレハブ」の完成を目指し空輸実験が実施される。しかし、運輸局から許可がおりず実用化不可となる。 全国のデベロッパーと提携し、建築における各セクションをそれぞれの専門企業が担当するタイアップ分譲「ミサワホームランド」を販売開始。総合研究所が設置される。ホームコアが日本建築センターの審査に合格し発売が可能となる。東京・晴海で開催された「’69ホームフェア」に出展。新聞・雑誌にて「未来の住宅“ミサワホームコア”プレゼント」企画を掲載。
- 1970年 - 全国各地にて指定工務店を対象に一週間の期間を設け「工事スクール」を開講。施行・品質管理徹底に向け「SW（Steady Work）運動」を開始、その後役員で構成された「製品改良室」が設置される運びとなった。1969年の空輸実験の際につくられた建造物を元に製作された住宅「ヘリコ」が大阪万博博覧会に出展される。支店を福岡・札幌・東京に開設。「寒冷地住宅」を発表、東北地方での販売を開始する。
- 1971年 - 東京証券取引所第二部に株式上場。 総合研究所内に「省エネルギー研究チーム」発足。同時期に同研究所内に「新素材開発プロジェクトチーム」が発足された。「フリーサイズF350」が建築基準法第38条規定に基づく認定を取得し、「ホームコア」とともに住宅金融公庫の融資承認住宅として承認を受ける。「国際事務室」開設後、アメリカケンタッキー州など海外の住宅展覧会に参加。三澤千代治が社長に就任。本社が新宿東口駅前に移転。
- 1972年 - 大阪証券取引所第二部に株式上場。 建築省、通産省、日本建築センターの共同主催によって開催された「パオロットハウス技術考案競技」にて「ホームコア350」が入選。 完全保証の制度化を目的とした「AM（アフターサービスメンテナンス）体制」を発足。リフォームの効率化に向け「ホームメカ」を開発し、第2回国際ＧＬショーに出展。新素材「PALC（Precastable・Autoclaved・Lightweight・Concrete）を開発。静岡県安倍川付近に宿泊施設等を兼ねた技術研修所を開設。カナダに現地法人「ミサワホーム・オブ・カナダ」を設立。同年、マニトバ州ウィニペグにパネル工場設置のほか、州政府からの発注によりタウンハウス等住宅建設を実施。台風20号による愛知県の被害を受け、現地のミサワホーム被害建物の復旧とともに施工方法改良を実施。
- 1973年 - 業界初の独立研究機関「（株）ミサワホーム総合研究所」を設立。ホームメカが通産省工業技術院の重要技術開発費補助金交付対象となる。全国各地の地元建材店を対象に新たな流通機構開拓に向け「SS建材制度」を開始。昭和電工株式会社と提携。建設省主催で開催された「芦屋浜高層住宅プロジェクト提案競技」に折りたたみユニット工法を申請したところ優秀提案賞を受賞。カナダ、アメリカの現地法人にて自社工法申請を行ったところ、住宅関連団体・政府関連機関の審査を経て許可が下りる。これにより、アメリカ都市開発デベロッパーと合併し「ミサワホームズ・オブ・アメリカ」の設立が可能となる。その後、ハワイ・コナ島にてリゾート住宅建設を開始。長野県松本市内の工業団地に全自動パネル生産ラインを有する「松本工場」が完成。
- 1974年 -  4月、9月に中堅パネル工法、大型パネル工法によって製造された複数の商材が建設省による「工業化住宅性能認定制度」を取得。元第一次南極観測越冬隊長・西堀栄三郎氏が総合研究所の理事に就任。品質向上委員会を設置。ロゴマークデザイン変更。「全国ミサワ会」発足、初代会長に多摩中央ミサワホーム社長が就任。三段階の増改築システムを有する「ホームイング」開発。
- 1975年 - 昭和電工川崎工場内に多機能素材製造用実験プラント完成。
- 1976年 - 企画住宅「ミサワホームO型」を発売。
- 1981年 - 10月に東京証券取引所・大阪証券取引所第一部に指定替え。
- 1985年 - 建設省が1980年より進めていた「住機能高度化推進プロジェクト」の一環として開発した「センチュリー・ハウジング・システム（CHS）」を戸建住宅で初めて認定取得。
- 1987年 - 木質系住宅初の総3階建住宅「センチュリー3」を発売。
- 1989年 – イメージキャラクターに「ミッフィー」を起用。
- 1990年 - 1月に住宅業界で初となる「環境宣言」を公表。 10月に「高級引違いサッシ」などで初めて「グッドデザイン賞」受賞。（以降、2021年まで32年連続で得ている）

- 1992年 – 「エコ・エネルギー住宅」が完成し、発電した電力が消費電力を上回った場合に電力会社に買い取ってもら「逆潮流契約」第1号を実現。
- 1993年 - 3月に環境配慮製品の木質系新素材「M-Wood」を商品化。 5月に介護専用型高齢者住宅「マザアス南柏」を開設。
- 1994年 - 1月に大型収納付き住宅「蔵のある家」を発売。 7月に「住宅用太陽光発電システム」を発売。 8月に「ミサワホームズ オブ フィンランド株式会社」を設立。
- 1996年 – 「GENIUS 蔵のある家」が、住宅業界初のグッドデザイン大賞を得る。
- 1997年 – 世界初の「100％リサイクル住宅」が完成。
- 1998年 – 世界初の「ゼロ・エネルギー住宅」を発売。
- 1999年 – 「ゼロ・エネルギー住宅」などが評価されて住宅業界で初めて「地球環境大賞」を受賞。
- 2002年 - 3月にミサワホーム株式会社が、株式交換によりミサワセラミックス株式会社とホリー株式会社を完全子会社化するとともに、ミサワバン株式会社を吸収合併。 「Ｍ-Wood2」が日本初、再生有機系建材認定基準第1号を取得。 8月に名古屋証券取引所第一部に株式上場。
- 2003年 - 8月に株式移転により設立された持株会社・ミサワホームホールディングス株式会社の完全子会社となる。
- 2004年 – 制震装置「MGEO」を開発し発売。
- 2006年 – 住宅業界で初めて「エコレールマーク」の企業認定を取得。
- 2007年 - 5月に「M-Wood2」が木材・プラスチック再生複合材として業界初の新JISマークを取得。
- 2007年 - 10月にミサワホームホールディングスを存続会社として吸収合併され、ミサワホーム株式会社（初代）は法人としては解散。

### ミサワホームホールディングス→（2代目）ミサワホーム
- 2003年 - 8月にミサワホーム株式会社・ミサワ東洋株式会社・東京ミサワホーム株式会社・ミサワホーム東海株式会社の共同株式移転により、完全親会社である持株会社・ミサワホームホールディングス株式会社を設立。
- 2004年 - 12月に産業再生機構が、ミサワホームホールディングスと傘下のグループ30社の支援を正式決定。
- 2006年 - 3月にトヨタ自動車（トヨタホーム）が再生スポンサーに内定し、産業再生機構及び関係金融機関が保有する債権を一括弁済。産業再生機構による支援を終了。 ミサワリゾートは三井不動産が買収しリゾートソリューションへ社名変更。
- 2007年 - 10月にミサワホームホールディングスが、ミサワホーム株式会社（初代）を吸収合併し、ミサワホーム株式会社（2代目）に商号変更。
- 2010年 – 太陽光発電住宅のCO2 排出削減事業で初めて「国内クレジット制度」の事業承認を取得。
- 2013年 - 11月に中国新聞による同日付1面トップのスクープを受ける形で、子会社のミサワホーム中国、ミサワホーム北海道、ミサワホーム佐賀で計1619棟の施工不備があったことを発表。これを契機に、住宅の施工不備問題が全国で認知されるようになった。
- 2015年 - 10月に子会社のミサワホーム東京株式会社、ミサワホーム西関東株式会社、ミサワホーム東関東株式会社、ミサワホーム多摩株式会社を吸収合併[3]。
- 2016年 - 4月に子会社のミサワホーム東海株式会社を吸収合併[4]。
- 2017年 - 1月にトヨタホームがミサワホームを連結子会社化[5][6]。
- 2018年 – まちづくりの新ブランド「ASMACI」第一弾の複合商業施設「ASMACI浦安」が完成。（千葉県浦安市）
- 2019年 - 1月に国土交通省から建築基準法の型式認定に適合しない住宅を37都道府県で計149棟供給していたことを発表。
- 2020年 - 1月にトヨタホームが株式交換によりミサワホームを完全子会社化し、トヨタ自動車とパナソニックの合弁会社であるプライムライフテクノロジーズ株式会社が全株式を譲り受ける[7][8]。

## 歴代社長
- 三澤二郎：1967年 - 1971年
- 三澤千代治：1971年 - 2003年
- 佐藤春夫：2003年 - 2007年
- 水谷和生：2007年 - 2008年
- 竹中宣雄：2008年 - 2017年
- 磯貝匡志：2017年 - 2022年
- 作尾徹也：2022年 -

## 主な事業内容
- 建物及び構築物の部材の製造及び販売
- 建築、土木、外構、造園その他工事の設計、請負、施工及び監理
- 不動産の売買、交換、賃貸、仲介、管理及び鑑定
- 建設資材、建設設備機器、建設機械装置、家具及び室内装飾品の設計、製造、施工、販売、賃貸及び輸出入
- 高齢者向集合住宅施設の経営並びに当該施設の利用権の販売及び仲介
- 介護保険による居宅介護業務他、介護業務関係
- 上記事業に関する調査、研究、技術開発、教育及びコンサルタント業務

## 特徴

### 工法
木質パネル接着工法で、工場生産された木質の両面パネル（誤差0.2mm以内の精度）を『木の細胞どうしを合着させる高分子接着剤』と『引き抜き耐力が普通の釘の2倍のスクリュー釘』という接合で組み合わせ、6面の構造体の間で隙間のない真のモノコック構造にすることで、外力をうまく分散する高剛性の家としている。
最近では従来の高剛性/耐震構造に加え、反復する地震（余震）の状況下においても、壁紙のゆがみまで抑制する為に、次世代制振装置「MGEO（エムジオ）」を発表、都心部や狭小地等、従来の免震装置の適用できない地域においても高水準の耐震/制震住宅の建築を可能にしている。
また、近年は多様化する顧客の要望に応えるために、木質パネル接着工法だけではなく、木造軸組構法、2×4（ツーバイフォー）工法、鉄骨軸組工法、RC工法等の工法にも取り組み、住宅だけではなく商業建築の部門にも進出している。

### 耐久性
センチュリーハウジングシステムにより、国の認定機関から100年住宅として認められている。
また、1968年より南極の昭和基地の建設にも携わり、昭和基地のほとんど（延べ約5,000m2/1,512坪/34棟）がミサワホームであり、極地の劣悪な環境下（最低気温-45℃・風速60m/秒）で最長の建物で40年間建っている。なお、その建物の一部は日本に持ち帰られ、ミサワホーム総合研究所（東京都 杉並区 高井戸）において展示されている。
南極で吹く風の風速は60m/秒 が吹き続けるような環境、かつ、氷が地盤という不安定な中で建物が成立しているため、非常に歪み難いという言葉が当てはまる。

### デザイン
バウハウスのデザインの考えに共感し、その根幹の考えを主としたデザイン。
また、バウハウス出身の建築家やデザイナーの作成した作品をミサワバウハウスコレクションとして収蔵、公開する事で後進の啓蒙活動にも取り組んでいる。
2021年まで、32年連続でグッドデザイン賞を得ている。
代表的な建物として、1996年にグッドデザイン大賞を得た『GENIUS 蔵のある家』がある。
2021年まで、15年連続でキッズデザイン賞を得ている。
また住宅ではないが、1988年から、世界の偉⼈たちが⼿紙や⽇記などに残したサインや数字を収集しデザインしたカレンダー「偉⼈筆跡カレンダー」を作成している。同シリーズは全国カレンダー展で2021年まで、10年連続で部門賞の金賞を得るなど、21度にわたって賞を得ている。世界の音楽家の筆跡を集めた1989年のカレンダーでは、全国カレンダー展最高位の通商産業大臣賞とあわせて西ドイツの「国際カレンダー展」でも最高位の金賞を得た。

#### 主なグッドデザイン賞受賞（上位賞）
- 「高級引違いサッシ」（1990年・グッドデザイン金賞）
- 「DEBUT 自由空間」（1993年・グッドデザイン金賞）
- 「アルウッドサッシ」（1995年・地球にやさしいデザイン賞）
- 「GENIUS 蔵のある家」（1996年・グッドデザイン大賞）
- 「ミサワオリジナルガーデンシステム」（1997年・グッドデザイン金賞）
- 「HYBRID-Z」（1998年・グッドデザイン金賞）
- 「GENIUS 蔵のある家」（2007年・ロングライフデザイン賞）
- 「GENIUS GATE」（2013年・グッドデザインベスト100）
- 「木質構造「FWS」」（2013年・グッドデザインベスト100）
- 「住まいの分散型エネルギー・水システム『蒸暑地サステナブルアーキテクチャー』」（2019年・グッドデザインベスト100 グッドフォーカス賞［防災・復興デザイン］）
- 「産官学連携による宇宙開発技術研究手法『南極移動基地ユニットを用いた研究プラットフォーム』」（2020年・グッドデザインベスト100）

#### 蔵
ミサワの特徴の一つとして「蔵」がある。これは例えば1階と2階の間に高さ140cm程のフロアをつくり、大収納空間を実現させたものである。この「蔵」部分は2階床面積の50パーセントまでならば容積率に含まれないため、建築制限が厳しい土地でも可能であり、階層の間にこの「蔵」が入るため、上下間の遮音効果ともなり、また通常の2階建てよりも高さのある家となる。法規上、居室とは認められないが、収納だけでなく書斎などに利用する建築主もおりバラエティーに富んだ利用方法が可能である。

### 複合開発
2017年に、まちづくり事業のブランド「ASMACI（アスマチ）」を新設して展開している。医療・介護・子育て支援を中心に社会的課題の解決に向けた複合開発や地域の高齢化に対応したコンパクトシティ型の不動産開発など、未来を見据えたまちづくりに取り組むという事業コンセプトで、「明日」や「未来」をイメージさせる「AS（アス）」の文字を使用している。
- 「ASMACI浦安」（千葉県浦安市）

ASMACIブランド第一弾で、2018年3月に完成した複合商業施設。ミサワホームが移転のサポートをした病院に隣接して建設し、施設には、低層階に調剤薬局一体型コンビニエンスストアや銀行ATM、小児科クリニック、浦安市の地域包括支援センター、認可保育所、病児・病後児保育室などが設置された。上層階は家族向け、高齢者向けの賃貸住宅になっている。
- 「ASMACI浦安富岡」（千葉県浦安市）

ASMACI浦安に隣接する病院が移転した跡地に、2020年3月に完成した医療介護複合施設。施設には、介護付有料老人ホーム、自立支援特化型デイサービス、居宅介護支援、訪問サービス（介護・看護・リハビリ・鍼灸）、調剤薬局、そして移転した病院のサテライトクリニックが設置された。
- 「LUMISIA(ルミシア)浦安舞浜」（千葉県浦安市）

ASMACI浦安富岡と同時期に、「ASMACI浦安」および移転した病院に隣接して完成したシニア向け分譲マンション。ミサワホームは「ASMACI浦安」と「ASMACI浦安富岡」、「LUMISIA浦安舞浜」まで含めて「ASMACI浦安プロジェクト」としており、医療と介護が連携して一体となった支援の提供ができることを特徴としている。
- 「ASMACI藤沢」（神奈川県藤沢市）

2021年3月に完成した医療介護複合施設。PFI事業によって老朽化した保育園・職員住宅・看護師寮を解体、跡地に公共施設と民間施設を複合開発する「藤沢市藤が岡二丁目地区再整備事業」により整備された。施設には、小規模多機能型居宅介護施設、小児科クリニック、歯科クリニック、調剤薬局が設置された。

### 分譲マンション開発

#### 「アルビオ」シリーズ
- アルビオ・ガーデン円山（北海道札幌市中央区）ミサワホーム北海道
- アルビオ・ガーデン南麻生（北海道札幌市北区）ミサワホーム北海道
- アルビオ・ガーデン北24条（北海道 札幌市北区）ミサワホーム北海道
- アルビオ・ガーデン麻生（北海道札幌市北区）ミサワホーム北海道
- アルビオ・ガーデン栄町（北海道札幌市東区）ミサワホーム北海道
- アルビオ・ガーデン白石庁舎ステーションサイド（北海道札幌市白石区）ミサワホーム北海道
- アルビオ・ガーデン豊平（北海道札幌市豊平区）ミサワホーム北海道
- アルビオ・ガーデン宮の沢（北海道札幌市西区）ミサワホーム北海道
- アルビオ・ガーデンひばりが丘（北海道札幌市厚別区）ミサワホーム北海道
- アルビオ・ガーデン手稲駅前（北海道札幌市手稲区）ミサワホーム北海道
- アルビオ・ガーデン旭川5条通（北海道旭川市）ミサワホーム北海道
- アルビオ・ザ・タワー千代田飯田橋（東京都千代田区）ミサワホームがトヨタホームと共同開発
- アルビオ・アルファ渚ガーデン（長野県松本市）ミサワホーム甲信が穴吹興産と共同開発
- アルビオ・アルファ北深志ガーデン（長野県松本市）ミサワホーム甲信が穴吹興産と共同開発
- アルビオ・アルファ渚ガーデンⅡ（長野県松本市）ミサワホーム甲信が穴吹興産と共同開発
- アルビオ・ガーデン東静岡（静岡県静岡市駿河区）ミサワホーム・ミサワホーム静岡
- アルビオ・ガーデン学園南（島根県松江市）ミサワホーム中国
- アルビオ・ガーデン門田屋敷（岡山県岡山市中区）ミサワホーム中国
- アルビオ・ガーデン西川原（岡山県岡山市中区）ミサワホーム中国
- アルビオ・ガーデンさい八景（岡山県岡山市中区）ミサワホーム中国
- アルビオ・ガーデン新倉敷（岡山県倉敷市）ミサワホーム中国
- アルビオ・ガーデン倉敷中庄（岡山県倉敷市）ミサワホーム中国
- アルビオ・ガーデン古江東町（広島県広島市西区）ミサワホーム中国
- アルビオ・ガーデン福山東町（広島県広島市西区）ミサワホーム中国
- アルビオ・ガーデン南吉方（広島県広島市西区）ミサワホーム中国
- アルビオ・ガーデン五日市H（広島県広島市佐伯区）ミサワホーム中国

- 「ルミシア」（シニア向け分譲マンション）
- ルミシア浦安舞浜（千葉県浦安市）ミサワホーム

## 不祥事・問題

### 住宅の施工不備（型式不適合）問題
2013年11月15日、全国1道8県の木造住宅計1619棟で、屋根裏や壁の強度を高める石こうボードを設置していない疑いがあると発表した。建築基準法に基づき国が認定した独自の工法通りに建築せず、屋根や壁の変形を抑える石こうボードを取り付けていなかった。午後に開いた会見で専務執行役員らが陳謝し、該当の住宅について改修する方針を示した。都道府県別の内訳は、北海道147棟、岡山県1,063棟、広島県347棟、島根県1棟、山口県2棟、香川県2棟、福岡県2棟、佐賀県50棟、長崎県5棟だった。その後の全棟検査で約9割の住宅で不備が確認された。監督官庁の国土交通省は、最終的に木質パネル住宅の仕様に合致しない「型式不適合」と認定。一方、防火や構造耐力の点で、住宅の性能や安全性に問題はないとして行政処分を見送った。厳密には型式通りの施工を義務付けている建築基準法に違反するが、ミスによるもので構造耐力に関する違反はないと説明した。
なお、本件が後にレオパレス21、大和ハウス工業の施工不備問題の発覚につながる契機となった。

### 日本建築検査研究所・岩山健一による調査
欠陥住宅の検査・紛争支援を行っている日本建築検査研究所代表の岩山健一が、竣工直後からルーフバルコニーにひび割れを見つけた施主の依頼で千葉県成田市の個人住宅（256㎡/プレハブ工法2階建て）を調査したところ、省令準耐火構造違反箇所が多数見つかり、施工不備が少なくとも23か所見付かった。さらに、床下の調査では基礎にひびが見つかったが、鉄筋を2本入れるべきところに1本しか入っていたかったのが原因であった。ミサワは現代では少なくなった布基礎を採用しており、この場合、防水シートを全面に敷き詰めなければならないが、不完全であったため、断熱欠損で湿気がこもり結露が見られた。尚、これは調査後にも進行していることが確認されている。
この調査結果に対してミサワは、裁判所に対して弁護士を立て調停を申し立てた。ミサワ側は、「調査」を求め、調査担当者らが来たが、担当者らは調停の内容を全く理解していないなど、社内の連絡不備が露呈した上、名乗りもしない弁護士が無断で室内に上がり込むなどの対応の粗雑さを露呈。その後、補修はしたもののそれを「欠陥」とは認めない対応に終始。岩山の指摘箇所に対しては、その後全く連絡が途絶えた。さらにその後も不良個所が続出したため、施主は提訴。当時担当した千葉支社長は、施主の質問に対し、回答もせずに後に質問を覚えていないと回答。さらに、岩山の指摘不良個所に対して、ミサワの正式回答が寄せられたが、それによれば「岩山の指摘は在来木造建築のルールであり、木質パネル接着工法にそのまま適用されるものではない」と争う姿勢を見せたが、これに対し岩山は、木造の耐力壁は在来工法であれば筋交いで取るが、ツーバイフォー工法や、パネル工法の場合は、パネルに開口するため、在来工法以上に必要性が高いと回答したが、それに対する回答はなかった。この物件の施主の例では、施工不良が元で家族間でのいさかいが絶えなくなり、家族関係にもひびが入ったという。
岩山によれば、ミサワの場合、施工は地元ごとに別会社になるため、全国で対応がまちまちで、特に関西では対応が悪く、関東圏でも担当者により対応がまちまちになる傾向があるという。岩山が調査を担当した物件では、ミサワの係争は5件ありハウスメーカーの中では断トツに多かった。兵庫県では調停の結果、6000万円の支払いが命じられた例もあった。

## 分譲住宅地の一覧
- フォレストタウン秋山（千葉県松戸市秋山土地区画整理事業）販売：ミサワホームセラミック・ミサワホームイング 他2社
- オナーズヒル稲城向陽台（東京都稲城市向陽台1丁目）所有：ミサワホーム/販売：ミサワホームセラミック・ミサワホーム東京
- ヒルズガーデン稲城向陽台（東京都稲城市向陽台2丁目）販売：ミサワホーム東京
- オナーズガーデン北烏山（東京都世田谷区北部北烏山三丁目土地区画整理事業）販売：ミサワホームセラミック
- 学園新田町計画
- オナーズコート守谷（茨城県北相馬郡守谷町薬師合、1992年）
- リファージュ高坂（埼玉県東松山市,高坂駅東口第二特定土地区画整理事業地内31街区）
- ブリリア・テラス稲毛（千葉市稲毛区小仲台三丁目）
- オナーズヒル新百合ヶ丘（神奈川県川崎市麻生区千代ヶ丘、1985年）
- オナーズヒル奈良青山（奈良県奈良市青山 、1993年）
- オナーズヒル西鳩ヶ谷（宅地分譲地、埼玉県鳩ヶ谷市、超長期住宅先導的モデル事業採択地区含む48区画中40区画）
- ヒルズガーデン桜浜（千葉県木更津市貝渕3丁目）
- エコガーデン戸塚（横浜市戸塚区下倉田町、全12区画）
- ヒルズガーデン前橋元総社（宅地分譲、群馬県前橋市）
- オナーズヒル東山（茨城県水戸市）
- スクエアガーデン稲毛（千葉県千葉市稲毛区穴川、戸建分譲全4区）
- オナーズガーデンみなみ野シティ（東京都八王子市）
- オルティエ本郷クロスアベニュー（茨城県稲敷郡阿見町荒川本郷）
- ミサワガーデンN-CITY（南大沢N-CITY（東京都八王子市））
- 篠崎アーバンリゾートプロジェクト（東京都江戸川区篠崎町一丁目宅地分譲）
- セレサタウン西馬込貴船坂（東京都大田区中央五丁目、都市型戸建住宅地）
- 水戸双葉台街なか（茨城県水戸市双葉台1丁目）
- オナーズヒル船橋日大前（宅地分譲,千葉県船橋市習志野台、全35区画）
- ヒルズガーデン前橋下小出（宅地分譲、群馬県前橋市下小出）
- 舞浜の杜（千葉県浦安市弁天）
- ヒルズガーデン日の出（東京都西多摩郡日の出町）
- オナーズコート請西東（千葉県木更津市請西東）
- ヒルズガーデンおおたかの森（宅地分譲、千葉県流山市新市街地土地区画整理事業地）
- 港北ニュータウン荏田東（神奈川県横浜市　荏田東3丁目）
- ひたちなか市常葉台（宅地分譲、茨城県ひたちなか市高野）
- 我孫子市つくし野街なかミサワホーム（千葉県我孫子市つくし野、戸建住宅街に「蔵のある家」分譲）
- オナーズヒル船橋日大前（千葉県船橋市習志野台）
- ヒルズガーデン鷹の台（建売分譲、千葉県四街道市鷹の台3丁目戸建分譲地）
- ヒルズガーデン花畑（茨城県つくば市花畑）
- ヒルズガーデン鷹の台（宅地分譲、千葉県四街道市鷹の台、全145区画）
- ユーカリが丘イエコレ（千葉県佐倉市井野字外山、佐倉市土地区画整理事業施行地区内保留地39街区2-1画地他）
- リファージュ高坂（宅地分譲）、埼玉県東松山市、高坂駅東口第二特定土地区画整理事業地内31街区他 建築条件付宅地2区画）
- エレフステージ上志津南台（千葉県佐倉市上志津入ノ郷）
- オナーズコートつくば二の宮、宅地分譲二の宮タウンプロジェクト（茨城県つくば市二の宮）
- オナーズヒル東山（宅地分譲、東山団地隣接、茨城県水戸市平須町）
- ガーデンシティ湖南（建売分譲、茨城県稲敷郡阿見町南平台）
- パークヒルズ萩台町 (宅地分譲、千葉県千葉市稲毛区）
- アートヒルズ上山町3丁目宅地分譲（千葉県船橋市）
- グリーンコンフォート印西牧の原（千葉県印西市西の原3丁目）
- アートヒルズ津田沼（千葉県船橋市前原西一丁目）
- イーストヒルズ勝田台宅地分譲（千葉県八千代市上高野）
- つくばみらい平（茨城県つくばみらい市紫峰ヶ丘2丁目）
- ヒルズガーデン加良部（千葉県成田市加良部4丁目）
- ヒルズガーデンはなのき台（千葉県成田市橋賀台2丁目公津西48街区）
- オナーズヒル龍ヶ崎「ぬく森の里」分譲地（茨城県龍ヶ崎市白羽）

ほか

## グループ企業
2019年3月31日現在、連結子会社58社、関連会社3社が存立する。
- ミサワホーム北海道株式会社
- 東北ミサワホーム株式会社
- ミサワホーム北越株式会社
- ミサワホーム甲信株式会社
- 株式会社ミサワホーム静岡
- ミサワホーム近畿株式会社
- ミサワホーム中国株式会社
- ミサワホーム四国株式会社 - 旧・穴吹ミサワホーム、株式会社ACカンパニーグループ（穴吹工務店の中間持株会社、以後ACCG）との合弁会社であったが、穴吹工務店の会社更生法申請による更生手続き決定後の2009年12月25日に全てのACCG所有の株式をミサワホームが取得し完全子会社化、その後現社名に変更。
- ミサワホーム九州株式会社
- ミサワホームセラミック株式会社
- ミサワホーム建設株式会社
- テクノエフアンドシー株式会社
- CSロジスティクス株式会社
- ミサワホーム不動産株式会社 - 2015年4月1日付でミサワエムアールディー株式会社から商号変更
- 株式会社マザアス
- ホームファーストファイナンス株式会社
- メディアエムジー株式会社 - グループの広告を担当する会社。婚活事業も行っている。

ほか

## CM
松井秀喜をCMイメージキャラクターに起用。松井の実兄が従業員であることから実現した。
2007年9月現在のCMでは、吹石一恵と共演している。
2008年7月現在は、吹石単独出演のCMもしばしば目にする。
2011年の震災後に制作したCMには有名人すら登場しなくなったが、2012年には珍しく平井堅のイメージソング起用で注目を集める。
CMにはほとんどと言っていいほど登場しないが、30年にわたりミッフィーをキャラクターとして使用している。

### 提供番組
現在
- NEWS ZERO → news zero（日本テレビ系列、隔日→2017年10月から木曜中盤ナショナルセールス枠。「NNNきょうの出来事」時代から）
- サタデーステーション（テレビ朝日）※2017年10月から
- めざまし8（フジテレビ系列）
- ワイドナショー（テレビ宮崎）
- サザエさん（青森テレビ）
- 古閑美保のゴルフチャレンジアスリート（BSフジ）
- JUNK（TBSラジオ、2015年1月〜）

過去
- 情報プレゼンター とくダネ!（フジテレビ系列、2019年3月まで火曜9時台前半ナショナルセールス枠→2019年4月から水曜9時台前半ナショナルセールス枠）
- 美穂子のちょっといい話→美穂子のちょっといい話PARTII（1980年、名古屋テレビ・ダックスインターナショナル製作、テレビ朝日系列）
- JNNニュースコープ（TBS系列、木曜日の一社提供スポンサー、1984年まで[17]）
- JNNニュースの森（TBS系列。火・木曜のナショナルスポンサーとして、1997年7月〜2000年3月）
- ATVニュースワイド（青森テレビ）
- はなまるマーケット（TBS系列、隔日）
- クイズ!当たって25%（TBS系列）
- いい旅・日本（TBS系列）
- 世界まるごと2001年（毎日放送制作・TBS系列）
- 大改造!!劇的ビフォーアフター（朝日放送制作・テレビ朝日系列）
- 警視庁捜査一課9係（テレビ朝日系列）
- Jチャンやまぐち（山口朝日放送）
- NNNきょうの出来事（日本テレビ系列、土曜・日曜は一部地域でスポンサー差し替え）
- 1億人の大質問!?笑ってコラえて!（日本テレビ系列）
- 世界まる見え!テレビ特捜部（日本テレビ系列）
- 行列のできる法律相談所（日本テレビ系列）
- ズームイン!!サタデー（日本テレビ系列）
- THE・サンデー（日本テレビ系列）
- FNNスーパーニュース（フジテレビ系列、隔日）
- 土曜プレミアム（フジテレビ系列）
- FNNニュース（フジテレビ系列）
  - FNNニュースレポート6:00→（一時降板）→FNNスーパータイム（関東ローカル）
- 水曜歌謡祭（フジテレビ系列）
- Mr.サンデー（フジテレビ系列）
- シューイチ（山口放送、テレビ大分）
- 報道特集（青森テレビ）
- めざましどようび（テレビ宮崎）
- 嵐にしやがれ（テレビ宮崎）
- ロマン建築の旅（フジテレビ、一社提供）
- 所さんの世田谷ベース（BSフジ）
- 南極日和（テレビ朝日系列→BS朝日、一社提供）
- 松任谷由実 MISAWA サウンドアドベンチャー（TOKYO FM）
- 平井堅 NOW ON AIR 〜やっと逢えたね〜（レディオキューブ FM三重制作・JFN系列、2016年4月〜）

ほか

## 多摩川水害とミサワホーム
- 詳細は多摩川水害を参照